# Танах
Танах, або Єврейська біблія (івр. תנ"ך, англ. Hebrew Bible або Tanakh) — збірка священних (канонічних) книг або писань у юдаїзмі (Святе Письмо) та християнстві. У єврейській традиції вона відома як Танах або Мікра (тобто те, що читається), тоді як у християнській традиції вона відома як Старий Завіт. Християнське позначення «Старий Завіт» відображає християнський подвійний канон і передбачає існування також «Нового Завіту». «ТаНаХ» — це акронім, з літер гебрейської абетки, з яких починаються назви книг, які входять до складу Святого Письма: Це Тора («Закон» або «П'ятикнижжя Мойсеєве» у слов'янському перекладі). Невіїм («Пророки» або «Книга Пророків» у слов'янському перекладі) та Ктувім («Писання»).
Танах складається з різних традицій стародавнього Ізраїлю, зібраних протягом тривалого періоду часу. Серед багатого розмаїття літературних жанрів є історичні розповіді, оповідання, закони, культові правила та норми, релігійні пісні (псалми), міфи, легенди, байки, поезія та література мудрості.
Мова Танаху — класичний іврит. Книга Ездри; Книга Даниїла; Книга Єремії та Книга Буття написані арамейською мовою. Однак іврит Біблії насправді не є єдиною «мовою», а радше являє собою лінгвістичний музей. Дискусії щодо природи різних діалектів («пізнього», «раннього», «північного», «південного») та можливості датування текстів з певною достовірністю були інтенсивними, але відсутність корпусу сучасних небіблійних івритських текстів (окрім деяких епіграфічних свідчень, більшість з яких складаються з коротких написів) перешкоджає подальшому прогресу в цій галузі.

## Тора (івр: «תורה» — «Закон» або «Вчення»)
Можливо, що «Закон» вже існував у формах, подібних до тих, що ми знаємо сьогодні, у V ст. до н. е. Трохи пізніше «Пророки» (невіїм) були стандартизовані. Однак багато невизначеностей пов'язано з розумінням про стандартизацію та канонізацію масоретського тексту, який є текстом, освяченим та переданим у рамках єврейської (рабинської) традиції. Припускають, що більшість книг Танаху збереглися приблизно до 200 р. до н. е. Однак із Сувоїв Мертвого Моря відомо про рукописні традиції, які дуже відрізняються від масоретського тексту, який, здається, стабілізувався лише до ІІ ст. н. е. Грецький переклад Танаху (Септуагінта) відрізняється від масоретського тексту своїм змістом, внутрішньою організацією та формулюванням багатьох конкретних уривків і віршів. Значна частина канонізації та стандартизації як масоретської, так і грецької версій відбувалася більш-менш одночасно. В обох випадках процеси відбувалися протягом дуже тривалих періодів, і розуміння деталей залишаються неясними.
До книг Закону (Тора) відносять п'ять творів, які традиційно вважаються написаними самим Мойсеєм. Також називають «збіркою з п'яти сувоїв»:
1. Перша книга Мойсеєва: Буття (івр: «בראשית» [Берешит] — «На початку»)
2. Друга книга Мойсеєва: Вихід (івр: «שמות» [Шмот] — «Імена»)
3. Третя книга Мойсеєва: Левит (івр: «ויקרא» [Ваікра] — «І проголосив»)
4. Четверта книга Мойсеєва: Числа (івр: «במדבר» [Бамідбар] — «У пустелі»)
5. П'ята книга Мойсеєва: Повторення Закону (івр: «דברים» [Дварім] — «Слова»)

Тору відкриває Книга Буття, яка має форму світової хроніки: розповідь про сотворення світу, про гріхопадіння Адама, про розростання людства та його розподіл на племена та народи підготовлює центральну тему обрання прародителя єврейського народу Авраама, яке було поширене через його сина Ісаака, його онука Якова і через 12 синів Якова (прабатьків 12 «колін Ізраїльських») на всіх його нащадків. Наступні книжки розповідають про «вихід» народу Божого на чолі з Мойсеєм з рабства в Єгипті, дарування цьому народові Богом встановленого сакрального закону на горі Синай через Мойсея, про скитання в пустелі та прихід до «землі обітованої».

## Невіїм (івр: «נביאים» — «Пророки»)
Книга Пророків складається з двох частин: Книги Ранніх Пророків та Книги Пізніх Пророків. Книга Ранніх Пророків (також відома як Повторення Історії) складається з таких книг:

### Ранні пророки
- Книга Ісуса Навина
- Книга Суддів
- Книга Самуїла:
  - Перша книга Самуїла
  - Друга книга Самуїла
- Книга царів
  - Перша книга царів
  - Друга книга царів

В останній книзі, Невіїм є писання, що приписуються пророкам Ісаї, Єремії, Єзекіїлю та дванадцятьом «малим пророкам» (Осію, Йоїлу, Амосу, Овдію, Йоні, Міхею, Науму, Авакуму, Софонії, Огію, Захарію та Малахію):

### Пізні пророки
- Книга пророка Ісаї
- Книга пророка Єремії
- Книга пророка Єзекіїля

#### Дванадцять малих пророків
- Книга пророка Осії
- Книга пророка Йоіла
- Книга пророка Амоса
- Книга пророка Овдія
- Книга пророка Йони
- Книга пророка Михея
- Книга пророка Наума
- Книга пророка Авакума
- Книга пророка Софонії
- Книга пророка Аггея
- Книга пророка Захарія
- Книга пророка Малахії

## Ктувім (івр: «כתובים» — «Писання»)
Писання містять Книгу Псалмів, Книгу Йова, п'ять святкових сувоїв або мегілот (Five Megillot) - Книга Рут, Пісня над піснями, Книга Екклезіястова, Плач Єремії, Книга Естер. Також до Кувіму увійшли книги Даниїла, Ездри, Неємії, та перша й друга Книга Хронік.

### Поетичні книги
(івр: «שלושת ספרי אמ"ת» [Шлошт сіфрей АМаТ] — «Три книги АМаТ», АМаТ це акронім від назв книг у зворотному порядку)
- Книга Псалмів (івр: «תהילים» [Тегілім])
- Книга приказок Соломонових (івр: «משלי» [Мішлей])
- Книга Йова (івр: «איוב» [Йов])

### П'ять сувоїв
- Пісня Пісень
- Книга Рут
- Плач Єремії
- Книга Екклезіястова, або Проповідника
- Книга Естери

### Інші книги
- Книга пророка Даниїла
- Книга Езри та Книга Неємії
- Книга Хроніки: Перша книга хроніки та Друга книга хроніки

## Дослідження та переклад
У сучасних перекладах Танаху (за винятком єврейських перекладів) порядок книг відрізняється від єврейського оригіналу та відповідає порядку грецького Септуагінти. Християнська практика перекладу з єврейського оригіналу сягає часів Єроніма Стридонського (IV – V ст. н. е.). До того часу церква використовувала Септуагінту як Святе Письмо близько 300 років. Єронім стверджував, що «єврейська істина» (hebraica veritas) є більш автентичною, ніж «грецька істина» (graeca veritas), оскільки Септуагінта була лише перекладом оригінальної єврейської Біблії. Переклад Єроніма Старого Завіту латиною (Vetus Testamentum) називався Вульгатою (що означає «звичайний», «поточний», «загальний»). Вульгата повністю замінила Септуагінту та домінувала близько тисячі років.
Після гуманізму та Реформації епохи Відродження (Джон Вікліф, Філіпп Меланхтон, Мартін Лютер, Ульріх Цвінглі) академічне вивчення Старого Завіту мовою оригіналу процвітало. Невдовзі популярними стали переклади національними мовами.
Прорив та успіх історичних критичних досліджень у німецьких університетах у ХІХ ст. призвели до гарячих дискусій (які тривають досі) щодо історичності Танаху та герменевтичних наслідків академічного вивчення Біблії для релігійних громад. Розвиток сучасної археології та масштабні розкопки на території сучасного Ізраїлю та в інших частинах стародавнього Близького Сходу ще більше ускладнили питання історичності багатьох біблійних оповідей. Однак, за умови обережного використання, Танах (у поєднанні з іншими джерелами) все ще є важливим джерелом для пізнання історії стародавнього Ізраїлю та стародавнього Близького Сходу.